# Christoffer Schander
Carl Fredrik Christoffer Schander (* 1960 in Häverö församling, Schweden; † 21. Februar 2012 in Bergen) war ein schwedischer Zoologe (Malakologie und marine Wirbellose). Er war einer der wenigen, die die Systematik der Aplacophora erforschten.

## Leben
1997 wurde er an der Universität Göteborg in Zoomorphologie promoviert. Seine Doktorarbeit trug den Titel Taxonomy and Phylogeny of the Pyramidellidae (Mollusca, Gastropoda, Heterobranchia).
Schander wurde zum Professor für marine Biodiversität an der Universität Bergen berufen. 2011 verbrachte er an der Auburn University. Nachdem er nach Bergen zurückgekehrt war, wurde er zum Direktor des dortigen Universitäts-Museums ernannt. Von Schanders 90 Veröffentlichungen beschäftigen sich über 60 % mit verschiedenen Mollusken-Gruppen wie Aplacophora, Bivalvia, Scaphopoda und Polyplacophora.